# Harold Budd
Harold Budd (Los Angeles, 24 mei 1936 – 8 december 2020) was een Amerikaanse componist van ambient -en avant-garde-muziek. 

## Levensloop
Budd groeide op in de Mojavewoestijn en was op vroege leeftijd geïnspireerd door het zoemende geluid veroorzaakt door de wind blazend langs telefoonkabels. Zijn carrière als componist begon in 1962. De jaren daaropvolgend verwierf hij een notabele reputatie in de plaatselijke avant-garde-muziekwereld. In 1966 studeerde hij af aan de University of Southern California met een graad in muziek.
Hoe langer zijn carrière liep, werd zijn werk in toenemende mate minimalistischer van aard. Tussen zijn meer experimentele werk waren er twee stukken, “Coeur d’Orr” en “The Oak of the Golden Dreams”, gebaseerd op de Balinese “Slendro” toonladder. Nadat hij een nummer, getiteld “Lirio”, gemaakt had, hield hij het voor bekeken qua experimentele minimalistische en avant-gardistische muziek. In 1970 stopte hij tijdelijk als componist en begon met les te geven aan het California Institute of the Arts.
Twee jaar later, nog altijd zijn job als leraar uitoefenend, begon hij terug als componist. In de periode van 1972-1975 creëerde hij vier verschillende nummers gebundeld onder de titel The Pavilion of Dreams. De stijl van deze nummers was een ongewone mengeling van jazz met avant-garde. In 1976 nam hij ontslag op het instituut en begon nieuwe composities op te nemen, bijgestaan door de Britse ambient-pionier Brian Eno. Twee jaar later zag Harold Budd zijn debuutalbum The Pavilion of Dreams het licht.
Sindsdien heeft hij een eigen en krachtige stijl ontwikkeld qua ambient. Zijn twee samenwerkingen met Brian Eno, The Plateaux of Mirror en The Pearl, drukten hun stempel op zijn verdere werk. In zijn album Lovely Thunder introduceerde hij subtiele elektronische klankstructuren. Zijn thema-album The Room in 2000 was dan weer een terugkeer naar de minimal-muziek.
Zijn album Avalon Sutra uit 2004 werd bestempeld als zijn laatste werk door het label Samadhisound. Hun persbericht vervolgde: “Avalon Sutra brengt een einde aan 30 jaar van muzikale activiteit. Gevraagd naar zijn mening, zei Budd dat hij alles gezegd had wat hij te zeggen had. Met karakteristieke waardigheid, concludeerde hij, “Ik vind het niet erg te verdwijnen!”
Niettegenstaande dat, werden Budd zijn soundtrack van de film Mysterious Skin (een samenwerking met Robin Guthrie) en Music for 'Fragments from the Inside' (met Eraldo Bernocchi) uitgegeven in 2005.
In februari 2007 gaf Samadhisound Perhaps uit, een live-opname van Budd zijn geïmproviseerde uitvoering in eerbetoon aan zijn vriend (en collega-leraar aan het California Institute of Arts) Jim Tenney. Het is opgenomen op het California Institute of Arts in december 2006, en alleen verkrijgbaar als digitale download.
Samadhisound gaf in april 2007 een podcast uit van Harold Budd in samenspraak met Akira Rabelais. In deze (Samadhisound Podcast #2), zei Budd dat hij dacht dat Avalon Sutra zijn laatste album zou zijn en dat hij nu van gedachte was veranderd.
Darla Records gaf twee cd's uit van Robin Guthrie en Harold Budd in juni 2007, After The Night Falls en Before The Day Breaks, beide opgenomen in de lente van 2006. Op elk album staan negen nummers, zoals: “How Distant Your Heart”/”How Close Your Soul” en “I Returned Her Glance”/”And Then I Turned Away”.
Harold Budd overleed in 2020 op 84-jarige leeftijd aan complicaties na een besmetting met COVID-19.

## Discografie
- 1970 - The Oak of the Golden Dreams / Coeur D'Orr - (met Richard Maxfield)
- 1978 - The Pavilion of Dreams
- 1980 - The Plateaux of Mirror - (met Brian Eno)
- 1981 - The Serpent (in Quicksilver) - (EP)
- 1984 - Abandoned Cities - (uitgegeven op cd met The Serpent (In Quicksilver))
- 1984 - The Pearl - (met Brian Eno)
- 1986 - Lovely Thunder
- 1986 - The Moon and the Melodies - (met Cocteau Twins)
- 1987 - Myths 3: La Nouvelle Serenite - (met Gavin Bryars & Jon Hassell)
- 1988 - The White Arcades
- 1991 - By the Dawn's Early Light - (met Bill Nelson)
- 1992 - Music for 3 Pianos - (met Daniel Lentz & Ruben Garcia)
- 1994 - She is a Phantom
- 1994 - Through the Hill - (met Andy Partridge)
- 1995 - Glyph - (met Hector Zazou)
- 1996 - Glyph Remixes - (12" LP, met Hector Zazou)
- 1996 - Walk Into My Voice: American Beat Poetry - (met Daniel Lentz & Jessica Karraker)
- 1996 - Luxa
- 1998 - Fenceless Night: Selections for Cinema 1980-1998 - (compilatie)
- 2000 - The Room
- 2002 - Three White Roses and a Budd - (cd Single, met Fila Brazillia en Bill Nelson)
- 2002 - Agua - (live op het Lanzarote Music Festival, december 1989)
- 2002 - Jah Wobble's Solaris - Live In Concert - (met Jah Wobble, Graham Haynes, Jaki Liebezeit & Bill Laswell)
- 2003 - La Bella Vista
- 2003 - Translucence / Drift Music - (met John Foxx)
- 2004 - Avalon Sutra / As Long as I Can Hold My Breath - (Samadhisound)
- 2005 - Music for 'Fragments from the Inside' - (met Eraldo Bernocchi)
- 2005 - Mysterious Skin - Music from the Film - (met Robin Guthrie)
- 2007 - Perhaps - (Samadhisound)
- 2007 - After The Night Falls - (met Robin Guthrie, Darla Records)
- 2007 - Before The Day Breaks - (met Robin Guthrie, Darla Records)
- 2008 - A Song For Lost Blossoms - (met Clive Wright)
- 2009 - Cedars of Lebanon - (met U2)
- 2009 - Candylion - (met Clive Wright)
- 2010 - Little Windows (met Clive Wright)
- 2011 - Nighthawks, Translucence and Drift Music (met John Foxx)
- 2011 - Bordeaux (met Robin Guthrie)
- 2011 - Winter Garden (met Robin Guthrie en Eraldo Bernocchi)
- 2011 - In The Mist
- 2012 - Bandits of Stature
- 2013 - Jane 1–11
- 2013 - Wind in Lonely Fences 1970 – 2011 (met de Cocteau Twins en Robin Guthrie, John Foxx en Brian Eno)
- 2013 - Buddbox (bevat 7 zeldzame en geprezen albums)
- 2014 - Jane 12–21
- 2014 - White Bird in a Blizzard (met Robin Guthrie)
- 2015 - Another Flower (met Robin Guthrie)